# ローマガラス

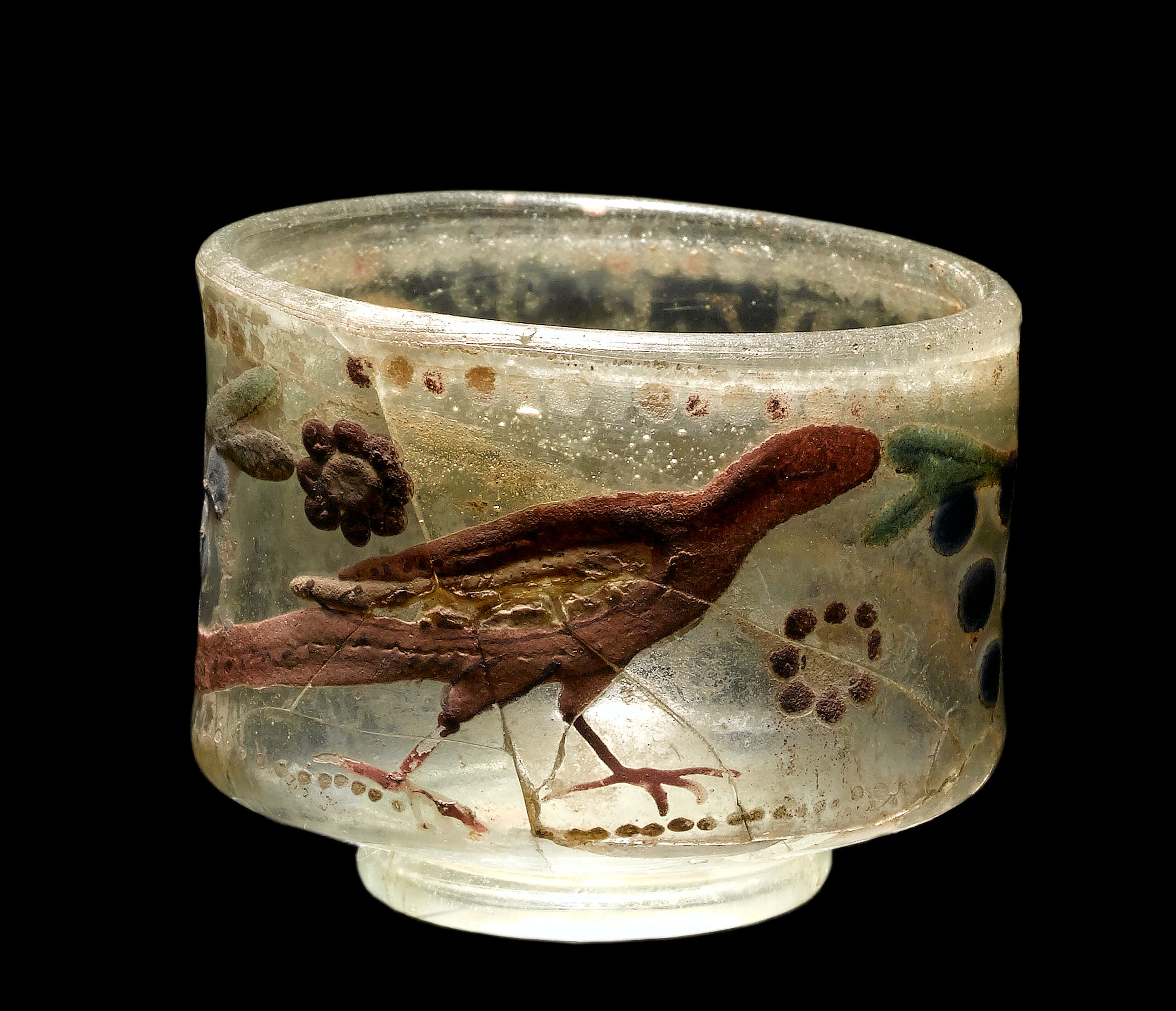

ローマガラスとは、ローマ帝政開始（B.C.27年）から帝国の東西分裂（395年）までの約5世紀間に、ローマ帝国内で製造・流通したガラス製品の総称である。「ローマングラス」とも呼ばれる。

## 概要
紀元前4世紀より着実に領土を拡大してきたローマは、三頭政治を経てついに紀元前27年、帝政の時代に入った。ヘレニズム時代の主要なガラス産地であるシリアやエジプトは、紀元前1世紀にローマ帝国の支配下に相次いで入った。ローマガラスはローマ帝国という基盤の上に発展したと言える。
紀元前1世紀半ばに、吹き技法が東地中海沿岸部で発明され、急速に帝国内に広まった。これは当時としては画期的な技術であり、従来のように鋳型や仕上げの研磨が必要でないため、ガラス製造の効率を著しく高めた。
広い意味では吹き技法の1つであるが、1世紀初頭には型に吹き込む型吹きの技法が開発された。この時期に溶けたガラスを型に流し込んで成形する「鋳造技法」や「型押し垂下技法」なども発達した。
ヘレニズム時代の影響として、モザイク技法による装飾、エジプトやギリシアの宗教的なモチーフが挙げられる。一方で、新たに「鋳造技法」や「型押し垂下技法」を利用して、エメラルドグリーン、ペルシアンブルー、ピーコックブルーなどのカラフルな色の容器、特に竜骨状の器が生産された。ローマ人の好んだモチーフとしては鳥などが挙げられる。また、高級品として、青地に白地のガラスを被せて白地の部分を浮き彫り彫刻にした「カメオ・ガラス」も生産された。
シドン近辺では、銘を入れたガラス器が生産された。銘は、製作者名や標語など様々であった。
1世紀後半からガリア（フランス）やゲルマニア（ドイツ）などでは、戦車競技や剣闘士の試合を描いた「サーカス杯」と呼ばれるものが出現した。また、1世紀の末頃からは透明なものが好まれるようになった。
吹き技法の開発に伴い、宙吹きの途中で凹凸のある型を使って紋を施し、さらに膨らませるという方法による「モール装飾」が多用された。また、透明ガラスの普及に伴い、粉状の色ガラスを水や油に溶かして容器に彩色する技法や、エナメル彩色やコールド・ペインティングも盛んになった。

## ポンペイ遺跡に見るローマガラス
ポンペイ遺跡からは2通りの方法でローマガラスを知ることができる。1つはもちろんガラスの出土品であるが、もう1つは壁画に描かれたガラス器である。ポンペイからのガラス器出土は、東西に走るフォルトゥーナ通りだけでも壷250点、コップ30点、皿4点、大型コップ6点に及ぶ。高級品も日用品もある。壁画の方では、果物が盛られた椀やゴブレット、液体が入ったスキフォス（両取っ手付の杯）や壷を見ることができる。